# It's My Party (chanson de Lesley Gore)
 (octobre 2017).
Si vous disposez d'ouvrages ou d'articles de référence ou si vous connaissez des sites web de qualité traitant du thème abordé ici, merci de compléter l'article en donnant les références utiles à sa vérifiabilité et en les liant à la section « Notes et références ».
Pour les articles homonymes, voir It's My Party.
It's My Party est une chanson de Lesley Gore sortie en 1963. Elle atteignit la première place des charts américains.
La même année, Richard Anthony sortit une version française de la chanson sur étiquette Columbia, sous le titre « C'est ma fête ».